# Arne Fog Pedersen
Pour les articles homonymes, voir Pedersen.
Arne Fog Pedersen, né le 25 août 1911 à Hinnerup (Danemark) et mort le 29 novembre 1984, est un homme politique danois membre du parti Venstre et ancien ministre.